# Quino
Joaquín Salvador Lavado (Guaymallén (Mendoza), 17 juli 1932 – aldaar, 30 september 2020), bekender onder het pseudoniem Quino, was een Argentijns cartoonist en striptekenaar.
Veel van zijn cartoons zijn maatschappijkritisch en onthullen op een absurde en surrealistische wijze actuele machtsverhoudingen en sociale ongelijkheid. Hij publiceerde geïllustreerde boeken, maar bijvoorbeeld ook tekenfilms; zijn werk werd ook buiten Latijns-Amerika uitgebracht.
Zijn bekendheid verwierf hij bovenal met zijn creatie Mafalda, een strip over een nieuwsgierig en uitgesproken meisje dat zich verre houdt van een leven met sleur, conventies en bureaucratie. Mafalda bracht hij uit van 1964 tot 1973. Voor de kinderhulporganisatie UNICEF tekende hij een speciale uitgave van Mafalda ter ondersteuning van de campagne voor de rechten van het kind. Voor Mafalda werd hij meermaals met internationale prijzen bekroond. In 2005 werd Quino bekroond met een Prins Claus Prijs.

## Werk (selectie)
- Mafalda (Mafalda)
- Bien Gracias ¿Y usted? (Goed, dank u. En U?)
- A la buena mesa (Een goede dis)
- Ni arte ni parte (Heb daar part noch deel aan)
- Déjenme inventar (Laat me uitvinden)
- Quinoterapia (Quinotherapie)
- Gente en su sitio (Mensen in hun omgeving)
- Sí, cariño (Ja, liefste)
- Potentes, prepotentes e impotentes (Machtigen, overheersers en machtelozen)
- Humano se nace (Als mens wordt men geboren)
- Yo no fui (Ik was het niet)
- ¡Qué presente impresentable! (Wat is dit ongepast!)
- Que mala es la gente (Hoe erg zijn de mensen)
- Cuanta bondad (Zoveel goedheid)
- A mí no me grite (Ik huil niet)